# El fantasista
El fantasista es una novela del escritor chileno Hernán Rivera Letelier publicada en 2006 y traducida a varios idiomas. Basada en elementos de La Reina Isabel cantaba Rancheras, el autor aborda el mundo del fútbol amateur tomando como eje central a la rivalidad de dos equipos de oficinas salitreras en decadencia durante los inicios de la Dictadura Militar en Chile. El libro alcanzó el estatus de superventas en su país, mientras que la crítica especializada fue en general positiva.

## Personajes
- Expedito González: Es "el Fantasista" que llega a salvar a Coya Sur, el defecto que tenía el Fantasista es que tenía una hernia en el testículo. También le dicen el "Mesías".
- La colorin: Llega junto a el Fantasista , tiene amnesia y engaña a El fantasista .
- Cachimoco Farfán: comentarista de partidos que junta frases de fútbol con términos médicos.
- El California: Es el “Don Juan” maduro de la salitrera Coya Sur, amante de la Colorina en sus últimos momentos en el pueblo. También es un gran cantante.
- Choche Maravilla: Uno de los jugadores del equipo Coya Sur, es conocido por tener muchas pololas y hacerle la competencia al California.
- El pata de diablo: Jugador del equipo rival de Coya Sur, es el que mete los goles a final de tiempo siempre y por aquello es menospreciado por Coya sur